# مسجد كامبونج لايونج
مسجد كامبونج لايونج يقع المسجد في منطقة كامبونج لايونج، والتي تبعد حوالي ستة عشر كيلومتر من بيكان توتونج في بروناي .

## البناء
تم البدء في بناء مسجد كامبونج لايونج في الرابع عشر من شهر أبريل من عام 1988، على موقع أرض مساختها 5 فدان، وتم الانتهاء من البناء في التاسع من شهر يونيو من عام 1989، مع النفقات بلغت 500،000.00 دولار .

## الافتتاح
افتتح مسجد كامبونج لايونج رسميا من قبل معالي الدكتور الأستاذ حاجي أوانغ محمد زين بن حاجي هيراوين وزير الشؤون الدينية في حكومة بروناي دار السلام في ذلك الوقت، في يوم الجمعة السابع والعشرين من شهر محرم من عام 1410 هـ الموافق العشرين من شهر يوليو من عام 1990 بالتزامن مع الذكرى السنوية لميلاد جلالة سلطان بروناي دار السلام الرابع والأربعين .

## استيعاب المسجد
تبلغ قدرة مسجد كامبونج لايونج الاستيعابية 300 مصلي في وقت واحد.